# Gianpietro Pagnoncelli
Gianpietro Pagnoncelli (Bergamo, 9 febbraio 1950) è un dirigente sportivo italiano, presidente della Federazione Scacchistica Italiana dal 2005 al 2020.

## Biografia
Si avvicinò al mondo degli scacchi, come molti della sua generazione, seguendo il Campionato del mondo del 1972 che vide opposti l'americano Bobby Fischer e il sovietico Boris Spasskij.
Negli anni novanta è stato attivo nell'ambiente scacchistico lombardo nell'ambito del Comitato Regionale, inizialmente come responsabile del settore femminile, poi del settore giovanile, del Trofeo Lombardia ed infine dal 1997 come presidente, carica che ha mantenuto fino al 2005. È arbitro internazionale dal 1998.
Come organizzatore ha curato il festival internazionale di Bratto, uno dei più importanti tornei scacchistici italiani, dal 1993 al 2008.
Nel 2005 si è candidato alla presidenza della Federazione Scacchistica Italiana in un momento particolarmente difficile dovuto a profonde lacerazioni interne e al conseguente commissariamento da parte del CONI. Viene eletto il 20 marzo 2005 con larga maggioranza (202 voti su 235). È stato riconfermato alla guida del movimento scacchistico italiano per altri tre mandati. Nel 2020 non si ricandida per un nuovo incarico per sopraggiunto limite di mandati, al suo posto viene eletto Luigi Maggi.
Gli anni della sua presidenza sono stati caratterizzati dall'organizzazione dell'edizione del 2006 delle Olimpiadi degli scacchi, disputata a Torino, dalla parentesi nella federazione italiana del Super GM Fabiano Caruana (che dal 2015 è tornato a giocare per la federazione statunitense) e dall'ascesa di alcuni giovani promettenti che ottengono il titolo di Grande Maestro.
Dal 2013 al 2016 è membro del Consiglio Nazionale per le Discipline Associate del CONI.
Dal 20 dicembre 2020 è presidente onorario della Federscacchi.
Ha svolto la professione di agente di commercio, è sposato ed ha un figlio, Marco, scacchista di categoria magistrale.